# После дождя (фильм, ЮАР)
«После дождя» (англ. After the Rain) — драматический фильм 1999 года режиссёра Росса Кеттла, снятый по его же сценарию.
Съёмки проходили в Кейптауне. Премьера состоялась 5 июня 1999 года на международном кинофестивале в Сиэтле. 16 сентября 1999 года картина была показана на международном кинофестивале в Торонто. Фильм получил немногочисленные смешанные отзывы кинокритиков.

## Сюжет
Солдат-африканер Стеф пытается забыть своё прошлое. Однажды, по возвращении домой, он застаёт свою подругу Эмму в постели с чернокожим южноафриканцем. Стеф связывает их, и заставляет слушать его размышления о дальнейшей участи.

## В ролях
- Пол Беттани — Стеф
- Луиза Ломбард — Эмма Хьюз
- Эрион Бакаре — Джозеф
- Хаким Кае-Казим — Бинго
- Ингрид Эмсли — Рона
- Антон Сматс — Тронт
- Петер Краммек — министр